# Roeselia alteroscota
Roeselia alteroscota är en fjärilsart som beskrevs av De Toulgoët 1982. Roeselia alteroscota ingår i släktet Roeselia och familjen trågspinnare. Inga underarter finns listade.